# Besnik Musaj
Besnik Musaj (ur. 29 grudnia 1973) – albański kolarz szosowy, olimpijczyk.
Musaj wystąpił na Letnich Igrzyskach Olimpijskich 1996 w wyścigu ze startu wspólnego, którego nie ukończył. Jest jedynym albańskim kolarzem, który wziął udział w igrzyskach olimpijskich (stan po zawodach w Tokio).
W latach 1995–2001 wygrał wszystkie edycje wyścigu kolarskiego Tour of Albania (alb. Rrethi Çiklistik i Shqipërisë). Ponadto w latach 1998, 1999 i 2002 został indywidualnym mistrzem Albanii w wyścigu ze startu wspólnego.